# Enmienda sobre el Aborto en Nevada de 2024
La Enmienda sobre el Aborto en Nevada de 2024 o Pregunta 6, es una propuesta de enmienda constitucional para el estado de Nevada en los Estados Unidos, que protegería el derecho a una aborto provocado hasta la viabilidad fetal, generalmente considerada alrededor de las 23 o 24 semanas, o cuando sea necesario, para proteger la vida o la salud del paciente gestante. La Pregunta apareció inicialmente en la boleta electoral del 5 de noviembre de 2024 en Nevada. La medida electoral fue aprobada con el 64,4% de los votos. Como la Pregunta 6 fue aprobada en 2024, se llevará a cabo una segunda votación el 3 de noviembre de 2026.

## Historia
Actualmente, el aborto es legal en Nevada hasta las 24 semanas. La pregunta 6 se incluyó en la boleta electoral después de que la organización Nevadanos por la Libertad Reproductiva reunió la cantidad requerida de firmas en junio de 2024. Los votantes deberán aprobar la pregunta electoral tanto en 2024 como en 2026 para que la enmienda se incorpore a la constitución estatal.

### Texto de la Pregunta 6
“¿Debería enmendarse la Constitución de Nevada para crear el derecho fundamental de un individuo al aborto, sin interferencia de los gobiernos estatales o locales, siempre que el aborto sea realizado por un profesional de la salud calificado hasta la viabilidad fetal o cuando sea necesario para proteger la salud o la vida del individuo gestante en cualquier momento durante el embarazo?”

## Polling
| Encuesta           | Fechas                  | Tamaño de la muestra       | Margen de error | A favor | En contra | No sabe / No respondió |
| ------------------ | ----------------------- | -------------------------- | --------------- | ------- | --------- | ---------------------- |
| The New York Times | Oct. 24 a Nov. 2, 2024  | 1,010 posibles votantes    | ± 3.4%          | 63%     | 33%       | 4%                     |
| Fox News           | Aug. 23 a Aug. 26 2024  | 1,026 votantes registrados | ± 3%            | 75%     | 21%       | 4%                     |
| Data for Progress  | Oct. 25 a Oct. 30, 2024 | 721 posibles votantes      | ± 4%            | 66%     | 26%       | 8%                     |
| Emerson College    | Oct. 5 a Oct. 8, 2024   | 900 posibles votantes      | ± 3.2%          | 55%     | 33%       | 13%                    |